# Jean-Claude Brondani
Jean-Claude Brondani (n. 2 februarie 1944, Houilles, Seine-et-Oise, Franța) este un judocan ce a reprezentat Franța, medaliat olimpic. A participat la o ediție a Jocurilor Olimpice (1972) în care a câștigat o medalie de bronz.

## Participări
Lista de mai jos prezintă principalele competiții la care a participat Jean-Claude Brondani de-a lungul carierei.
- judo at the 1972 Summer Olympics – men's open category[*]